# To the End (Blur)
To the End è un singolo del gruppo musicale inglese dei Blur, pubblicato nel 1994 ed estratto dall'album Parklife.

## Il brano
La canzone presenta un arrangiamento orchestrale e dei controcanti in francese di Lætitia Sadier degli Stereolab. Del brano esiste anche una versione cantata interamente in francese da Damon Albarn.
Una ulteriore versione intitolata To the End (la comedie) è stata registrata con la partecipazione di Françoise Hardy e inserita come lato B nel singolo Country House.

## Il video
Il video promozionale, diretto da David Mould, è stato girato a Praga e riprende immagini del film francese L'anno scorso a Marienbad (1961).

## Tracce
CD 1
1. To the End – 3:52
2. Threadneedle Street – 3:19
3. Got Yer! – 1:48

CD 2 e 12"
1. To the End – 3:52
2. Girls & Boys (Pet Shop Boys 7" Mix) – 4:04
3. Girls & Boys (Pet Shop Boys 12" Mix) – 7:16

## Formazione
Gruppo
- Damon Albarn - voce, tastiere, vibrafono
- Graham Coxon - chitarra, voce, clarinetto
- Alex James - basso
- Dave Rowntree - batteria

Collaboratori
- Lætitia Sadier - controcanti
- Françoise Hardy - voce (la comedie)
- Stephen Hague - fisarmonica

## Classifiche
| Classifica (1994) | Posizione massima |
| ----------------- | ----------------- |
| Regno Unito       | 16                |